# Alas y raíces (programa)
Alas y raíces es un programa cultural de la Secretaría de Cultura de México que busca el ejercicio de los derechos culturales de bebés, niñas, niños y jóvenes del país. Es gestionado por la Coordinación Nacional de Desarrollo Cultural Infantil de esa secretaría y funciona en todas las entidades federativas de México.

## Historia
El programa inició en 1995 dentro del entonces Consejo Nacional para la Cultura y las Artes —hoy Secretaría de Cultura— fundado por la psicóloga y funcionaria pública Susana Ríos Szalay. Tomó su nombre de la frase "alas y raíces a los niños" porque:

resumía nuestros objetivos fundamentales: propiciar el desarrollo de la imaginación y el despliegue del potencial creador de los niños; y al mismo tiempo fortalecer y cuidar sus raíces para que puedan florecer
Susana Ríos en entrevista con Juan Domingo Argüelles

Tuvo como antecedente la Dirección de Desarrollo Cultural Infantil en el CONACULTA, convirtiéndose en la Coordinación Nacional de Desarrollo Cultural Infantil "Alas y raíces a los niños", atendiendo la demanda en estados de México de descentralizar las actividades a las infancias y juventudes de México. El fondo para esta coordinación se formó con la aportación 50% federal y 50% por parte de gobiernos estatales.
Según Ríos el objetivo del programa no es la formación artística de las infancias y juventudes sino la promoción de la libertad de expresión y la opinión a través de la cultura, "no los vemos como futuros artistas, sino como personas que tienen cosas importantes de que decir y proponer". En el año 2000 el programa llegó a 9 millones de oersonas con 29 mil actividades.
La participación en el programa se realiza mediante una convocatoria anual en la que pueden participar artistas y talleristas que propongan actividades que se enmarquen en los objetivos del programa.